# Grocka
Grocka (Servisch: Гроцка) is een gemeente binnen het Servische hoofdstedelijke district Belgrado.
Grocka telt 75.466 inwoners (2002) op een oppervlakte van 289 km².

## Plaatsen in de gemeente
- Begaljica
- Boleč
- Brestovik
- Vinča
- Vrčin
- Grocka
- Dražanj
- Živkovac
- Zaklopača
- Kaluđerica
- Kamendol
- Leštane
- Pudarci
- Ritopek
- Umčari

Barajevo · Čukarica · Grocka · Lazarevac · Mladenovac · Novi Beograd · Obrenovac · Palilula · Rakovica · Savski Venac · Sopot · Stari Grad · Surčin · Voždovac · Vračar · Zemun · Zvezdara